# 佐々木理
佐々木 理（ささき ただし、1900年1月1日 - 1991年8月30日）は、日本の西洋古典学者。神話学者。

## 略歴
長野県生まれ。1924年東京帝国大学文学部英文科卒。宮城県女子専門学校教授、第二高等学校教授、1950年、名古屋大学文学部教授となり、1964年定年退官し名誉教授、その後、帝塚山大学教授を務め、1968年椙山短期大学教授となる。

## 著書
- 『物語溯源』伊藤書店 1943
  - 『神話学名著選集 20　物語溯源』ゆまに書房 2005（復刻）
- 『ギリシャ神話と古典文学』伊藤書店 1944
  - 『神話学名著選集 21　ギリシャ神話と古典文学』ゆまに書房 2005（復刻）
- 『神話』白揚社（現代生活群書） 1944
  - 『神話』中央公論社 1948
  - 『神話学名著選集 11　神話』ゆまに書房 2003（白揚社版の復刻）
- 『ギリシャ・ローマ神話』筑摩書房（グリーンベルト新書）1964
  - 『ギリシア・ローマ神話』講談社学術文庫 1992（改訂版）
- 『新桃旧符』私家版・非売品 1976
  - 『神話学名著選集 25　新桃旧符』ゆまに書房 2005（復刻）

### 翻訳
- ジェーン・エレン・ハリソン『古代芸術と祭式』創元社 1941
  - ジェーン・E・ハリソン『古代芸術と祭式』筑摩書房（筑摩叢書）1964
  - ジェーン・E・ハリソン『古代芸術と祭式』ちくま学芸文庫 1997
- ジェーン・エレン・ハリソン『ギリシャ神話論考』白揚社 1943
- クセノフォーン『ソークラテースの思ひ出』拓南社 1942
  - クセノフォーン『ソークラテースの思い出』岩波文庫 1953、改版1974
- ジョージ・ギッシング『イオニア海のほとり』新月社（英米名著叢書）1947